# Університетська вулиця (Кременчук)
Університ́етська ву́лиця   — одна з центральних вулиць Кременчука. Протяжність близько 1270 метрів.

## Розташування
Вулиця знаходиться в центральній частині міста. Починається неподалік від Дніпра та прямує на північний-схід, до вулиці Небесної Сотні.
Проходить крізь такі вулиці (з початку вулиці до кінця):
- Алітуська
- Перемоги
- Юрія Кондратюка
- бул. Українського Відродження
- Вулиця Небесної Сотні

## Опис
Вулиця є однією з центральних транспортних артерій у місті.

## Історія

### XVIII століття
Одна з найстаріших вулиць міста. Була прокладена відповідно регулярного плану 1774 року від старої фортеці до сучасної вулиці Пролетарської.
Швидкий розвиток Кременчука за часів намісництва (1765—1789 рр.) зумовив зростання території міста. І вже у 1789 році вулиця продовжується до сучасної Покровської вулиці.

### ХІХ століття
На початку ХІХ століття вулиця отримує назву Олександрівська на честь правлячого на той час царя Олександра І і продовжується до Кінної (пізніше — Ярмаркова, Сінна) площі, яка розташовувалася на місці сучасного парку МЮДа.

### XXI століття
14 жовтня 2022 року колишню вулицю Першотравневу було розділено на Університетську та Старшого лейтенанта Кагала. Від річкового вокзалу до вулиці Небесної сотні вулиця — Університетська. Від Небесної сотні до вокзалу — Лейтенанта Кагала. При цьому збереглася нумерація будинків. Тобто нумерація будинків на вулиці Кагала розпочинається з 28 та 43 будинку, від ринку «Плеяда» та «Центрального» аж до залізничного вокзалу. Таким чином депутати намагалися знайти компроміс між двома варіантами.

## Будівлі та об'єкти

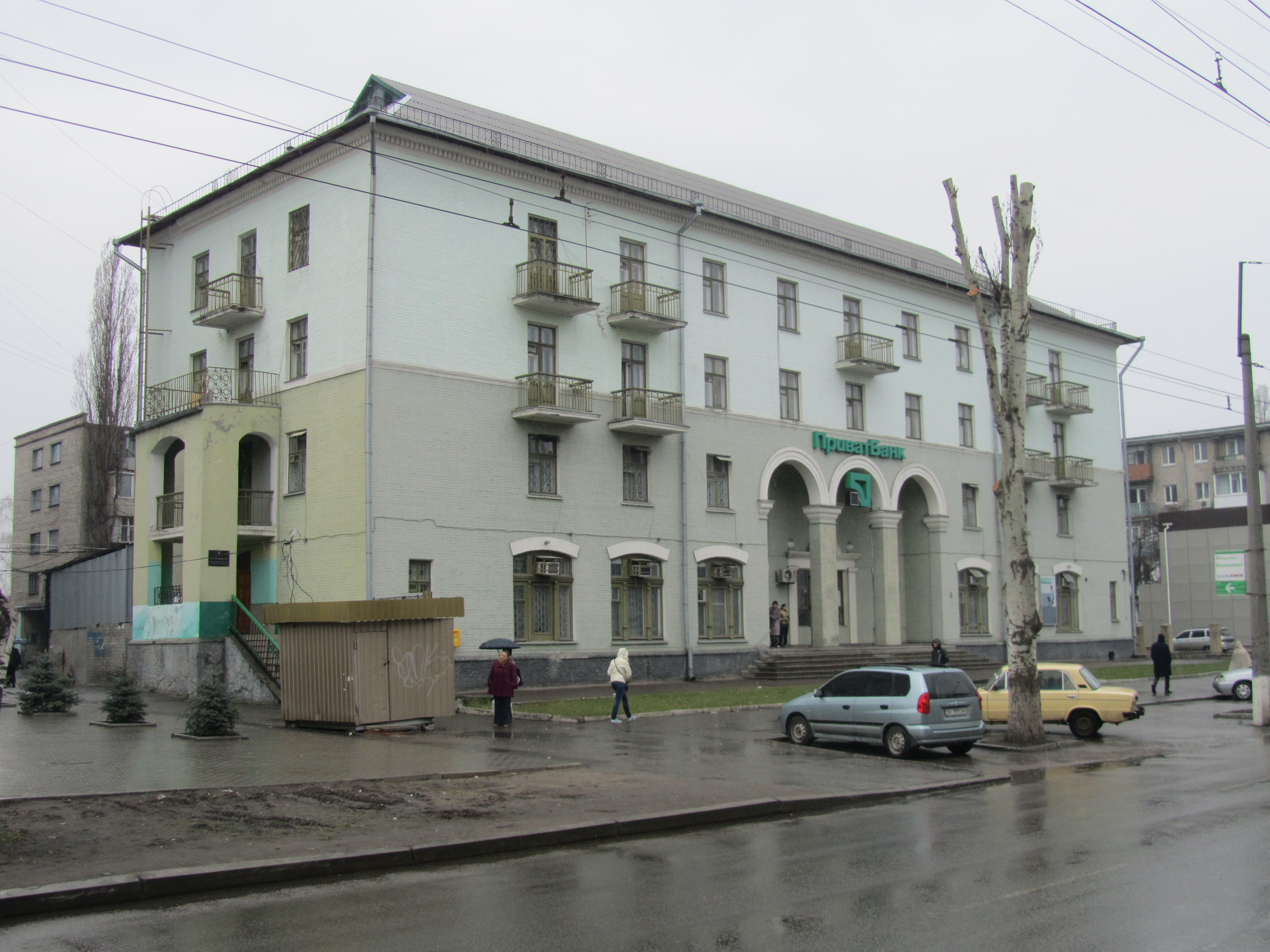
Гуртожиток технікуму залізничного транспорту (Філія АКБ «Приватбанк»)

- Буд. № 2. Річковий вокзал.
- Буд. № 2. Бюро подорожей та екскурсій.
- Буд. № 2-а. Басейн «Нептун»[2].
- Буд. № 13. Ліцей № 4.
- Буд. № 16-а. Кафе-бар «Ахтамар» на березі Дніпра[2].
- Буд. № 17/2. Піцерія «Уно моменто»[2].
- Буд. №  20. Кременчуцький національний університет імені Михайла Остроградського.
- Буд. № 22. Піцерія «Челентано»[2].
- за буд. № 41 — Центральний ринок міста.

## Походження назви
До 2022 року та проведення процесу деколонізації України, вулицю було названо на честь одного з головних радянських свят Першотравня.
Вулицю хотіли назвати на честь Ігоря Сердюка — підприємця з Кременчука, що загинув під час Євромайдану 18 лютого 2014 року. Але родичі загиблого попрохали не робити цього, щоб не ускладнювати людям життя.